# Symphysodon squarrosus
Symphysodon squarrosus là một loài rêu trong họ Pterobryaceae. Loài này được Tixier mô tả khoa học đầu tiên năm 1970.